# Disney Channel Portugal
Disney Channel Portugal é um canal Infantojuvenil, que passa a mais variada programação da Disney, em Portugal.
O canal emite através da MEO, Vodafone, NOWO, Digi e NOS.
Disney Channel Portugal é um canal Infantojuvenil, que passa a mais variada programação da Disney, em Portugal. Em Angola e Moçambique, o Disney Channel transmite através da Dstv, StarTimes e da ZAP. Começou a emitir em HD na operadora NOS a partir do dia 4 de maio de 2021.
Após o fechamento da versão espanhola do canal, a Disney anunciou que não vai fechar a versão portuguesa porque a TV paga é mais popular no mercado português do que no mercado espanhol, seguindo o exemplo do canal latino-americano, que continuará a operar apesar do encerramento do canal brasileiro.

## Identidade visual
- A 20 de junho de 2011, o canal lançou um novo logótipo.
- A 7 de maio de 2012, o canal passou a emitir em 16:9, anteriormente em 4:3.
- A 17 de junho de 2014, o canal lançou mais um novo logótipo.
- A 1 de julho de 2022, o canal lançou uma nova identidade visual e um novo logótipo.

## Acessibilidades
Desde 2015 que o Disney Channel e o Disney Jr. possuem legendagem fechada, após um processo de colaboração dos canais com a comunidade s/Surda e o Instituto Nacional Para a Reabilitação. Isto aconteceu depois de, em dezembro de 2014, um pais surdo, Rui Pinheiro, ter apelado à Disney Portugal que legendasse os seus programas para os ver com a filha, o que gerou uma onda de solidariedade nas redes sociais.
Estes dois canais da Disney são, entre os canais que em Portugal emitem exclusivamente em sinal fechado, os únicos que possuem programas com  legendagem fechada - normalmente com dois sinais de áudio, um com a dobragem em português europeu e outro no idioma original do programa - e adaptadas à comunidade s/Surda. Para além disso, o formato de legendagem fechada dos canais possuem é inédito no contexto da realidade portuguesa, fazendo uso de mais cores que qualquer um dos outros formatos de legendagem fechada utilizadas no país (neste caso, emitida através do telexto, da RTP1, RTP2, SIC e TVI), espelhando aquilo que acontece, por exemplo, no Reino Unido, com a BBC.

## Disney Cinemagic Portugal
O Disney Cinemagic Portugal, canal estreado a 1 de outubro de 2008, era um canal premium, tal como noutros países, dedicado aos filmes com franquia Disney e séries animadas clássicas. Este canal, ao contrário do Disney Channel Portugal, estava apenas disponível na ZON (atual NOS), e na AR Telecom.
Foi o primeiro canal infantojuvenil em Portugal a emitir em alta definição.
Exibia, todos os dias, 8 filmes e antiga programação do Disney Channel.
No dia 31 de outubro de 2012, terminou as suas emissões dando o seu lugar ao Disney Junior.